# عدد مثمن

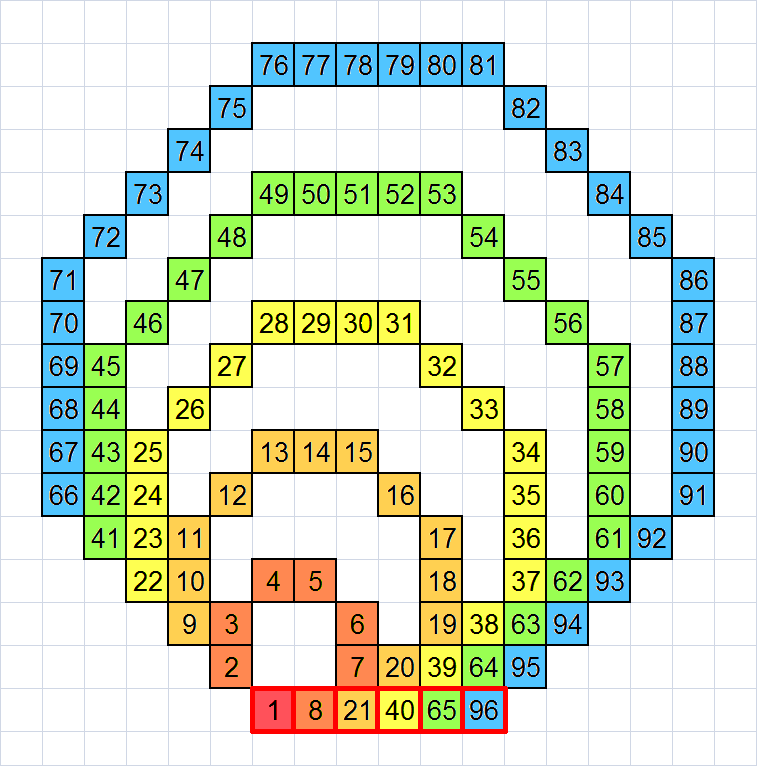

العدد المثمن هو عدد شكلي يمثل شكل مثمن. حيث تعطى صيغة العدد المثمن للعدد n بالعلاقة 3n2 - 2n حيث n > 0.
- الأعداد الأولى من سلسلة الأعداد المثمنة هي:

1 - 8 - 21 - 40 - 65 - 96 - 133 - 176 - 225 - 280 - 341 - 408 - 481 - 560 -...
من الممكن إنشاء الأعداد المثمنة عن طريق وضع أربع أعداد مثلثية على الأضلاع الأربعة لمربع. بالصيغة التالية:
{\displaystyle n^{2}+4\sum _{k=1}^{n-1}k}